# Ecnomus foochowensis
Ecnomus foochowensis is een schietmot uit de familie Ecnomidae. De soort komt voor in het Oriëntaals gebied.